# ميكانيكا تطبيقية

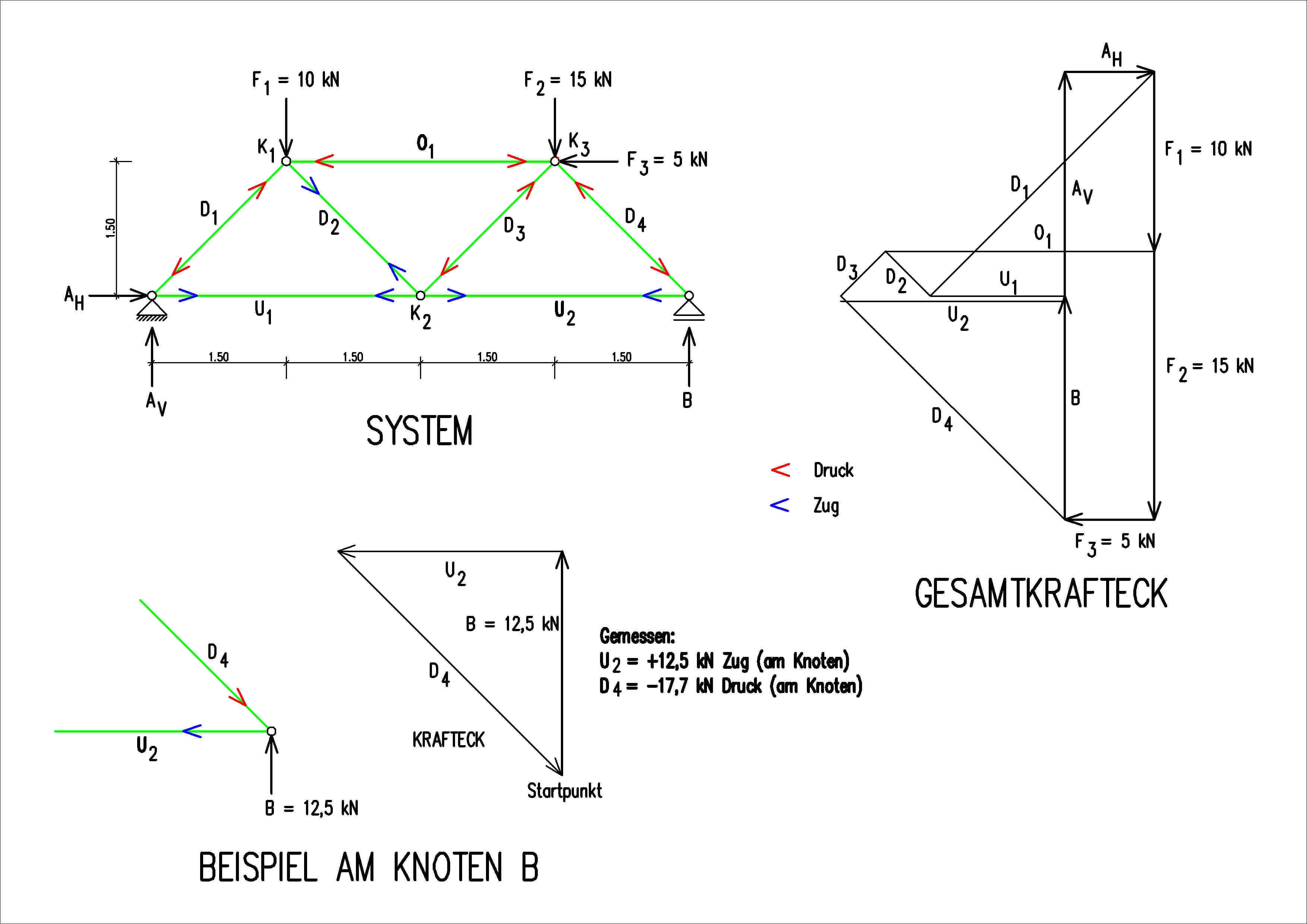

الميكانيك التطبيقي هو جزء من الفيزياء التطبيقية أساسها العلمي الميكانيكا الكلاسيكية التي تشكل بدورها جزءًا من الفيزياء يعرف من يمارسها كمهنة بالميكانيكي.